# J.Fla
Dans ce nom coréen, le nom de famille, Kim, précède le nom personnel.
Pour les articles homonymes, voir Kim.
 (février 2025).
Kim Jeong Hwa ou Kim Jung Hwa (coréen : 김정화) née le 10 juin 1987, plus connue sous son nom de scène J.Fla (coréen : 제이플라), est une chanteuse, autrice-compositrice et youtubeuse sud-coréenne. Elle a signé avec Sony Music Japan, puis Ostereo Records, avant de fonder son propre label GOODSEN Entertainment en 2022.

## Carrière musicale
Le 22 août 2011, J.Fla a créé sa chaine YouTube, JFlaMusic, et a mis en ligne sa première chanson, une reprise de « Halo » de Beyoncé. Au cours des cinq mois suivants, elle a mis en ligne 15 autres reprises de chansons.
Par la suite, le 17 février 2012, une collection de 8 titres intitulée « JFla's Cover 1 » est sortie sur Internet.
À la mi-2013, elle a sorti son premier album officiel, un EP original intitulé Babo Kateun Story (바보 같은 Story),.
Puis, de fin 2014 à mi-2016, elle a sorti au moins six EP supplémentaires (principalement des reprises de chansons en anglais, mais aussi quelques chansons originales en coréen).
Début 2017, elle a sorti son premier album complet de reprises, Blossom. En novembre de la même année, elle avait sorti cinq EP supplémentaires et sa chaine YouTube avait dépassé les 5 millions d'abonnés.
80 titres de plus de 10 de ses EP ont ensuite été réédités en avril 2018 sous le titre Rose : The J.Fla Collection. Également en 2018, J.Fla a sorti deux tout nouveaux albums complets, couvrant un large éventail d'artistes, dont Taylor Swift, ABBA, The Chainsmokers, Ariana Grande et Queen.
Le 16 novembre 2018, J.Fla est devenu la première YouTubeuse sud-coréenne indépendante à atteindre plus de 10 millions d'abonnés,. En mars 2021, elle comptait plus de 17 millions d'abonnés.
Fin 2019, J.Fla a sorti plusieurs nouvelles chansons originales accompagnées de clips vidéo, à commencer par « Good Vibe » le 6 septembre.
En septembre 2022, J.Fla a annoncé la création de sa propre maison de disques, GOODSEN ENTERTAINMENT, basée en Corée du Sud. Un album original de 10 titres a été annoncé, avec le premier single « Bedroom Singer » qui fera ses débuts internationaux le 7 octobre à 12h00 KST. L'album a ensuite été nommé « Burn The Flower » et est sorti le 8 juin 2023.

## Discographie

### Collaborations
- 진돗개 feat. J.Fla - 틱톡 (Jin Doggae feat. J.Fla - Tic Toc) (14 août 2013)

### Singles et chansons originales
- Mon petit miracle (1er septembre 2014)
- Pourquoi (16 février 2015)
- 너에게 닿기를 / En espérant vous joindre (2 mai 2016)
- Bébé, bébé, bébé (13 juin 2016)
- Bonne ambiance (6 septembre 2019)
- Es-tu mon méchant (11 octobre 2019)
- Lumière des étoiles (8 novembre 2019)
- En route pour te rencontrer (22 mars 2024)
- Idée : La Clé d'Or (12 septembre 2024)
- Tu es belle (25 octobre 2024)
- Alien (5 décembre 2024)

### EP et mini-albums
- 바보 같은 Histoire / Histoire stupide / Histoire stupide (26 juillet 2013)
- 화살 (Flèche) (15 décembre 2014)
- Séances de couverture (27 novembre 2015)
- 찬란육리 / Joyeux (21 mars 2016)
- Séances de couverture 2 (29 avril 2016)
- Ciel gris (29 juillet 2016)
- Dis quelque chose (16 février 2017)
- Inspiration (24 février 2017)
- Orchidée (26 mai 2017)
- Or (9 juin 2017)
- Nouvelles règles (21 novembre 2017)
- Couleurs : La Première (2 mai 2024)
- Couleurs : Le deuxième (3 juin 2024)
- Couleurs : Le Troisième (5 juillet 2024)
- Couleurs : Les Dernières (2 août 2024)

### Albums
- Fleur (10 mars 2017)
- Rose : La collection J.Fla (26 avril 2018)
- Croyant (17 août 2018)
- Naturel (7 décembre 2018)
- Souvenirs (31 mars 2023)
- Brûle la fleur (8 juin 2023)